# Ihor Wowczanczyn
Ihor Jarosławowycz Wowczanczyn (ukr. Ігор Ярославович Вовчанчин; ur. 6 sierpnia 1973 w Zołoczowie) – utytułowany ukraiński kick-boxer i zawodnik MMA.

## Życiorys
Ihor Wowczanczyn urodził się i wychował w Zołoczowie w obwodzie charkowskim, w ówczesnej Ukraińskiej SRR (obecnie w państwie Ukraina). Od dzieciństwa przejawiał awanturniczy charakter i zamiłowanie do walki oraz ulicznych bójek. Podobno, gdy był w złym humorze, bito w prowizoryczny dzwon zawieszony na drzewie w centrum miasteczka, aby ostrzec przed nim okoliczną ludność.
Już w latach szkolnych wykazywał duże zainteresowanie sportem. Przez pięć lat uprawiał lekkoatletykę, był utalentowanym sprinterem. Potem trenował boks, wkrótce porzucając go na rzecz kick-boxingu.

### Kick-boxing
Przy jedynie 176 cm wzrostu był jednym z niższych kick-boxerów wagi ciężkiej. Mimo to odnosił sukcesy. W 1993 roku w Danii zdobył tytuł mistrza świata full contact IAKSA. W swojej karierze wygrał 58 walk i jedynie 2 przegrał. W 1995 roku zdecydował się spróbować swych sił w mieszanych sztukach walki (MMA). 
W 1999 roku stoczył jednorazową walkę w K-1 z Ernesto Hoostem (gala K-1 Deams 1999). Przegrał przez TKO w trzeciej rundzie na skutek niskich kopnięć.

### Mieszane sztuki walki

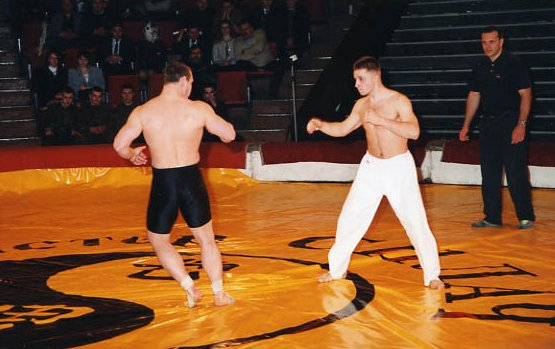
Wowczanczyn (z lewej) podczas finałowej walki turnieju Mr. Powerman Sekai (styczeń 1996)

Wowczanczyn zadebiutował na rozgrywanym w Moskwie 32-osobowym turnieju IAFC - Absolute Fighting Championship 1. Wśród uczestników byli reprezentanci różnych sportów walki (m.in. sambo, judo, zapasów, karate i jiu-jitsu). Walki toczone były przy minimalnej ilości reguł na wzór brazylijskich turniejów vale tudo. Wowczanczyn wygrał trzy pierwsze walki – wszystkie przed czasem (żadna z nich nie trwała dłużej niż 3 minuty). W półfinale uległ jednak rosyjskiemu mistrzowi sambo Michaiłowi Iluchinowi przez poddanie (Iluchin włożył brodę w oko Ukraińca).
W 1996 roku wygrał swój pierwszy turniej MMA – Mr. Powerman Sekai w Mińsku. Przez następnych 5 lat był niepokonany, zwyciężając w turniejach na Ukrainie, w Rosji, Izraelu i Brazylii. Wiele walk kończył brutalnymi nokautami, zdobywając reputację jednego z najlepszych strikerów w MMA. W tym czasie jedynie Brazylijczykowi Leonardo Castello Branco udało się z nim zremisować w trwającej 35 minut walce w Moskwie w 1997 roku. 3 marca 1998 wygrał brazylijski turniej World Vale Tudo Championship po czym związał się z japońską organizacją PRIDE Fighting Championships.
11 października 1998 roku Wowczanczyn zadebiutował PRIDE, gdy na gali PRIDE 4 pokonał przez techniczny nokaut Gary'ego Goodridge'a. Następnie wygrał 6 kolejnych walk w tej organizacji, stając się jedną z gwiazd PRIDE. Jego seria kolejnych 32 walk bez porażki została w końcu przerwana 1 maja 2000 przez Marka Colemana. Amerykanin zmusił go do poddania się w finale turnieju PRIDE Open Weight GP 2000 za pomocą ciosów kolanami w parterze. Był to kulminacyjny moment kariery Wowczanczyna. Wraz z pojawieniem się nowej generacji zawodników MMA, trapiony licznymi kontuzjami nie odnosił już tak spektakularnych sukcesów. Ostatnią walkę stoczył 28 sierpnia 2005 roku przeciwko Kazuhiro Nakamurze, po czym zakończył sportową karierę z powodu kontuzji łokci.

### Życie prywatne
Po zakończeniu sportowej kariery został przedsiębiorcą. Mieszka w Charkowie. Jest żonaty, ma jedną córkę.

## Osiągnięcia

### Mieszane sztuki walki
- 2000: PRIDE Grand Prix 2000 - 2. miejsce
- 1998: WVC 5 - 5. Mistrzostwa Świata Vale Tudo - 1. miejsce
- 1997: IAFC 1st Absolute Fighting World Cup Pankration - 1. miejsce
- 1997: IAFC Absolute Fighting Russian Open Cup 3 - 1. miejsce
- 1996: IFC 1 Kombat in Kiev - 1. miejsce
- 1996: DNRF - Ukrainian Octagon - 1. miejsce
- 1996: Mr. Powerman Sekai - 1. miejsce

### Kick-boxing
- 1993: Amatorski Mistrz Świata IAKSA